# Mmhmm
Albums de Relient K
Deck the Halls, Bruise Your Hand
(2003) Five Score and Seven Years Ago
(2007)
Mmhmm est le quatrième album du groupe Relient K, sorti en 2004. Il a été vendu à plus de 500 000 exemplaires aux États-Unis.

## Liste des pistes
1. The One I'm Waiting For
2. Be My Escape
3. High Of 75
4. I So Hate Consequences
5. The Only Thing Worse Than Beating A Dead Horse Is Betting On One
6. My Girls Ex-Boyfriend
7. More Than Useless
8. Which To Bury, Us Or The Hatchet
9. Let It All Out
10. Who I Am Hates Who I've Been
11. Maintain Consciousness
12. This Week The Trend
13. Life After Death & Taxes (Failure II)
14. When I Go Down